# Grong
Grongⓘ ist eine Kommune im norwegischen Fylke Trøndelag. Die Kommune hat 2314 Einwohner (Stand: 1. Januar 2025). Verwaltungssitz ist der gleichnamige Ort Grong. Durch die Kommune fließt der Fluss Namsen, ein bei Angeltouristen beliebter Lachsfluss.

## Geografie

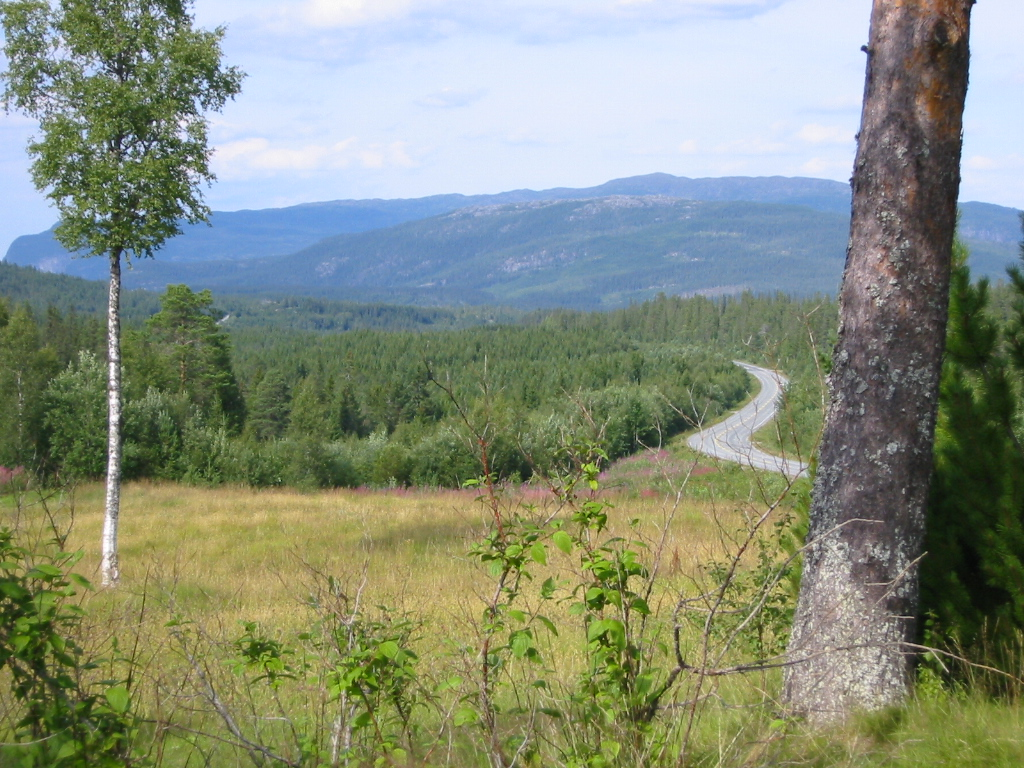
Blick auf das Tal Namdalen

Die Gemeinde liegt im nördlicheren Gebiet des Fylkes Trøndelag und grenzt an Namsskogan im Nordosten, Lierne im Osten, Snåsa im Süden, Overhalla im Westen sowie Høylandet im Nordwesten. Des Weiteren besteht im Osten zwischen Namsskogan und Lierne an einem Punkt eine Grenze zur Kommune Røyrvik. Durch die Kommune Grong fließt im Tal Namdalen der Fluss Namsen. Dieser kommt zunächst aus dem Nordosten und knickt bei der Ortschaft Grong, wo auch der Seitenarm Sanddøla in den Fluss mündet, in den Westen ab. Von dort fließt der Namsen weiter zur norwegischen Westküste. Außerhalb der Gemeinde Grong mündet er bei Namsos in das Meer. Der Namsen ist ein bei Anglern beliebter Fluss. Am Wasserfall Fiskumfossen befindet sich eine der längsten Lachstreppen Europas.
Die Erhebung Heimdalhaugen (südsamisch Aajmehtaelie) im östlichen Gemeindegebiet stellt mit einer Höhe von 1158,85 moh. den höchsten Punkt der Kommune Grong dar. Im Osten der Gemeinde liegt des Weiteren ein Teil des Blåfjella-Skjækerfjella-Nationalparks.

## Einwohner
Der Großteil der Einwohner lebt entlang der beiden Flüsse Namsen und Sanddøla. Die Ortschaft Grong ist der einzige sogenannte Tettsted, also die einzige Ansiedlung, die für statistische Zwecke als eine städtische Siedlung gewertet wird. Zum 1. Januar 2024 lebten dort 1090 Einwohner.
Grong hat wie viele andere Kommunen der Provinz Trøndelag weder Nynorsk noch Bokmål als offizielle Sprachform, sondern ist in dieser Frage neutral.
| Jahr          | 1986 | 1990 | 1995 | 2000 | 2005 | 2010 | 2015 | 2020 | 2025 |
| ------------- | ---- | ---- | ---- | ---- | ---- | ---- | ---- | ---- | ---- |
| Einwohnerzahl | 2616 | 2488 | 2532 | 2565 | 2481 | 2361 | 2489 | 2359 | 2314 |

## Geschichte
Zum 1. Januar 1901 wurde die Kommune Høylandet mit damals 1046 Einwohnern von Grong abgespalten. Grong verblieb mit 2566 Einwohnern. Eine weitere Aufspaltung erfolgte zum 1. Juli 1923, als Røyrvik mit 392, Namsskogan mit 469 und Harran mit 630 Einwohnern entstanden. In Grong lebten danach noch 1272 Personen. Harran mit dann 1085 und Grong mit 1962 Einwohnern wurden zum 1. Januar 1964 wieder zusammengelegt. Bis zum 31. Dezember 2017 gehörte Grong der damaligen Provinz Nord-Trøndelag an. Sie ging im Zuge der Regionalreform in Norwegen in die zum 1. Januar 2018 neu geschaffene Provinz Trøndelag über.
In der Kommune finden sich Hügelgräber und Siedlungsplätze aus der Eisenzeit wieder. Des Weiteren gibt es mehrere Museen. Das Namsen Laksakvarium befasst sich mit der Fischerei und das Grong bygdemuseum enthält unter anderem traditionelle Gebäude aus der Region. Mehrere Kirchen stehen in der Gemeinde. Die Grong kirke ist eine Holzkirche aus dem Jahr 1877. Aus dem Jahr 1874 stammt die Holzkirche Harran kirke. Ebenfalls in Holz erbaut ist die Gløshaug kirke. Sie wurde 1689 fertiggestellt.

## Wirtschaft und Infrastruktur

### Verkehr

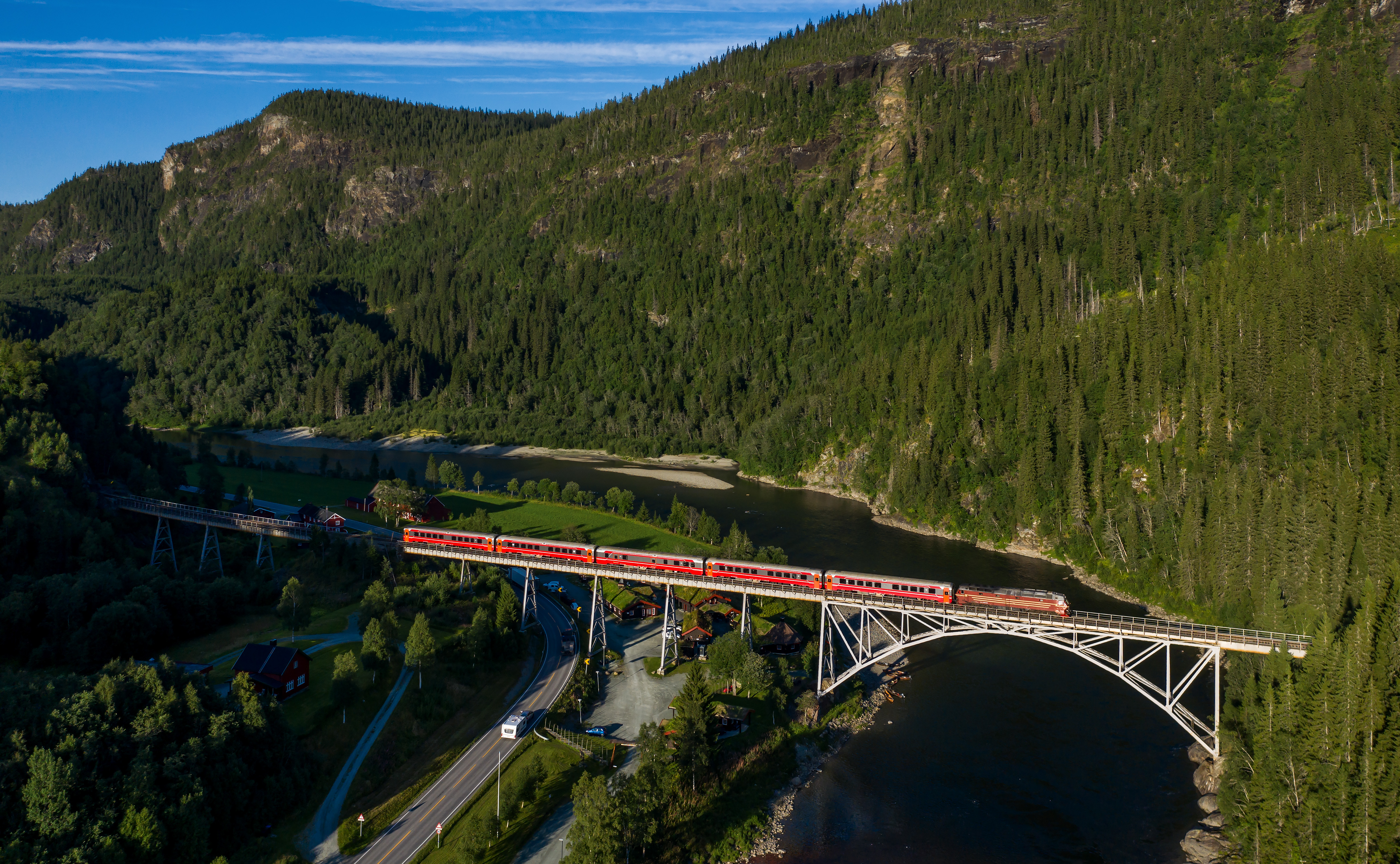
Nordlandsbanen bei Grong

Vom Süden her führt die Europastraße 6 (E6) bis zur Ortschaft Grong und dann weiter entlang des Flusses Namsen in den Nordosten. Bei Grong zweigt der Fylkesvei 760 in den Westen ab. Dort verläuft er nördlich des Namsen. Im südlicheren Gemeindegebiet zweigt der Fylkesvei 74 in den Osten Richtung Schweden ab. Des Weiteren führt die Bahnlinie Nordlandsbanen durch die Kommune. Der Bahnhof in Grong wurde im Jahr 1929 eröffnet, als die Bahnstrecke bis dorthin fertiggestellt wurde. In den Westen führt die Bahnstrecke Grong–Namsos.

### Wirtschaft

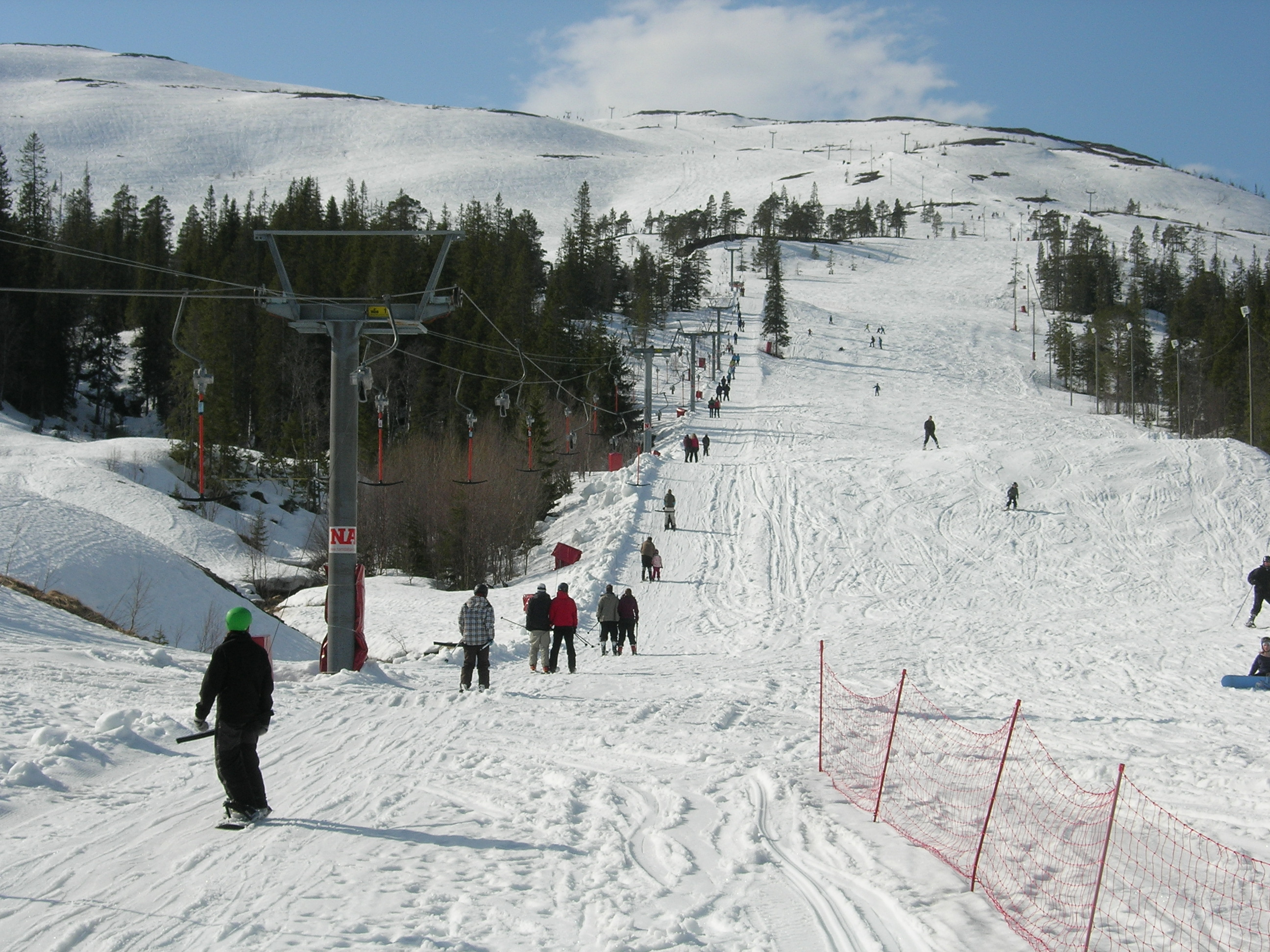
Skibetrieb in Grong

Für Grong ist die Land- und Forstwirtschaft von größerer Bedeutung. Die bewirtschafteten Höfe sind im Vergleich zu vielen anderen des Landes relativ groß. Auf den Äckern wird Getreide angebaut, des Weiteren ist auch die Milchproduktion verbreitet. Die Industriearbeitsplätze der Kommune stehen häufig in Verbindung mit der Agrar- und Forstwirtschaft, etwa in Form der Holzverarbeitung oder der Lebensmittelproduktion. In der Gemeinde gibt es Kupfer- und Zinkvorkommen, des Weiteren gab es bereits Gold- und Silberfunde. Für die umliegende Region dient die Ortschaft Grong als Handels- und Dienstleistungszentrum. Im Bereich des Tourismus ist der Fischereitourismus sowie andere Aktivitäten in der Natur eine wichtige Grundlage. Auch in der Wintersaison spielt der Fremdenverkehr durch den Skisport eine größere Rolle.
In der Kommune befinden sich mehrere Wasserkraftwerke. Das größte davon ist das 1946 in Betrieb genommene Kraftwerk Nedre Fiskumfoss, welches zwischen 1981 und 2010 eine mittlere Jahresproduktion von 301,9 GWh hatte. Im Jahr 2020 arbeiteten von etwa 1160 Arbeitstätigen 767 in Grong selbst, die weiteren Personen verteilten sich auf Kommunen wie Overhalla, Namsos und Trondheim.

## Name und Wappen
Das seit 1987 offizielle Wappen der Kommune zeigt drei grüne Dreiecke auf einem silbernen Hintergrund. Es sollte die Forstwirtschaft darstellen. Das Sogn Grong wurde im Jahr 1523 als Granungæ sokn erwähnt. Der Name leitet sich vom Baumnamen „gran“ (deutsch: Fichte, Tanne) ab.

## Persönlichkeiten
- Vegard Haukø Sklett (* 1986), Skispringer
- Stian Saugestad (* 1992), Skirennläufer